# Memento Mori 2
Memento Mori 2 (vollständiger Titel: Memento Mori 2: Wächter der Unsterblichkeit) ist ein Adventure-Computerspiel des tschechischen Entwicklungsstudios Centauri Production aus dem Jahr 2012. Es stellt den Nachfolger des 2008 erschienenen Memento Mori dar.

## Handlung
Nach den Ereignissen in Memento Mori haben die Protagonisten Lara und Max geheiratet und verbringen ihre Flitterwochen in Kapstadt. Lara nimmt, obwohl sie sich im Urlaub befindet, einen Auftrag ihrer Vorgesetzten bei Interpol an: Pascal Katlego, Betreiber der renommierten Galerie C.T. Art Gallery in Kapstadt, hat sich, unzufrieden mit der Arbeit der lokalen Polizei, über private Kontakte an Interpol gewandt mit der Bitte, bezüglich zweier ihm gestohlener Statuen zu ermitteln. Lara und der sie unterstützende Max finden heraus, dass die lokale Polizei einen Verdächtigen deckt und dass eine einflussreiche Familie für den Diebstahl verantwortlich ist. Dann verschwindet Max jedoch im Rahmen eines vermeintlichen Autounfalls spurlos und wird von den Behörden für tot erklärt. Lara kehrt nach Lyon zurück, nimmt dort widerwillig ihre Arbeit im Hauptquartier von Interpol wieder auf und muss sich abteilungsinternen Konkurrenzkämpfen stellen. Die mit ihr befreundete FBI-Agentin Keira Sheehan bewirkt, dass Lara auf einen Fall in San Francisco angesetzt wird: Aus dem Keller einer Kirche sind mit Renovierungsarbeiten beschäftigte Arbeiter verschwunden, Blutspuren am Boden deuten auf eine Gewalttat hin, und der Täter hat mit Blut Darstellungen des Erzengels Gabriel an eine Wand gemalt, wobei er Ausschnitte aus realen Gemälden wie etwa der Verkündigung von Frederico Barocci detailgetreu nachmalte. Laras Ermittlungen weiten sich zu einer Jagd auf einen Serienmörder aus, der rund um den Globus Menschen tötet und ihnen anschließend unbekannte Symbole in die Körper ritzt. Indizien deuten darauf hin, dass Max der Mörder sein könnte. Laras weitere Ermittlungen führen sie nach Finnland und Mexiko.

### Charaktere
Maxim „Max“ Durand
Max Durand ist Maler und ehemaliger Kunstfälscher. Zu Spielbeginn ist er frisch verheiratet mit seiner Frau Lara. Einige Zeit später verschwindet er während der Ermittlungen im Kunstraubfall spurlos. Deutsche Stimme: Sascha Draeger.
Larisa „Lara“ Durand
Lara Durand (geb. Svetlova) ist eine russischstämmige Leiterin einer Abteilung für Kunstraub bei Interpol. Deutsche Stimme: Nana Spier.
Pascal Katlego
Katlego ist Inhaber der C.T. Art Gallery. Er hat kein Vertrauen in die Arbeit der lokalen Polizei und bittet Interpol um Hilfe.
Desmond Nomusa
Nomusa ist Inspektor der Polizei von Kapstadt und war für die Ermittlungen wegen des Einbruchs in die Galerie zuständig. Er hat den Einbruchsfall auffällig schnell zu den Akten gelegt und deckt einen Verdächtigen. Es stellt sich heraus, dass er im Auftrag von Zenzele LeClerq handelte.
Zenzele LeClerq
Die steinalte LeClerq ist das Oberhaupt einer alteingesessenen Familie, die Anspruch auf die gestohlenen Statuen erhebt und den Diebstahl derselben in die Wege geleitet hat. LeClerq beschäftigt sich intensiv mit westafrikanischer Magie.
Charlotte Renier
Lara Durands Vorgesetzte. Hat einen starken Drang, sich in die Führung von Durands Abteilung einzumischen.
Keira Sheehan
Sheehan ist eine mit Lara befreundete FBI-Agentin aus San Francisco. Vor einigen Jahren lösten die irischstämmige Sheehan und Lara Durand (damals noch Svetlova) gemeinsam einen Fall in Macau.

## Spielprinzip und Technik
Memento Mori 2 ist ein 3D-Point-and-Click-Adventure. Aus Polygonen zusammengesetzte, dreidimensionale Figuren agieren vor ebenfalls dreidimensionalen, vorgerenderten Kulissen. Der Spieler steuert die Spielfigur – meist Lara, manchmal Max oder Keira, mit der Maus durch die Spielwelt. Mit den Maustasten kann er Aktionen einleiten, die den jeweiligen Spielcharakter mit seiner Umwelt interagieren lassen. Er kann so Gegenstände finden, sie auf die Umgebung oder andere Gegenstände anwenden und mit NPCs kommunizieren. Dialoge werden durch eine Single-Choice-Auswahl vom Spiel vorgegebener, in die Situation passender Themen gesteuert. Mit fortschreitendem Handlungsverlauf werden weitere Orte freigeschaltet. Die Kamera zeigt das Geschehen aus einer teilvariablen Perspektive. Sie hat zunächst eine feste Position inne. Bewegt sich der Spieler ein Stück weit aus dem Bild, fährt die Kamera mit und fokussiert ihn erneut. Verlässt der Spieler den aktuellen Aufenthaltsraum, wird die Kamera in den neuen Raum transferiert und nimmt dort wiederum eine feste Position ein. Zwischensequenzen sind in Spielgrafik gehalten. Das Spiel ist in sieben Kapitel unterteilt. Es gibt zwei inhaltlich unterschiedliche Enden; welches davon der Spieler zu sehen bekommt, wird durch seine Entscheidungen während des Spielverlaufs bestimmt.

## Produktionsnotizen
Das Vorgängerspiel Memento Mori hatte je nach Agieren des Spielers verschiedene Enden. Memento Mori 2 knüpft unmittelbar an den Vorgänger an, beschränkt sich aus Konsistenzgründen dabei aber auf ein spezifisches Ende von Memento Mori. Am Rande streift Memento Mori 2 gesellschaftspolitische Themen. In Kapstadt werden beispielsweise Ungerechtigkeiten im Umgang mit der Wasserknappheit thematisiert, die die Stadt auch Jahre später noch beschäftigte. Die Veröffentlichung des im deutschsprachigen Raum bereits 2012 erschienenen Spiels für den angloamerikanischen Sprachraum zog sich bis 2014 hin. Grund waren Schwierigkeiten bei der Lokalisierung. Die schottische Sängerin Jill MacDonald steuerte drei Lieder zum Soundtrack des Spiels bei.

## Rezeption
Memento Mori 2 erhielt gemischte Bewertungen. Metacritic aggregiert zehn Rezensionen zu einem Mittelwert von 65. Das deutsche Fachmagazin Adventure-Treff lobte die „atemberaubende“ und realitätsnahe Grafik, die Charakterzeichnung, Dialoge und Synchronisation. Kritisiert wurde die schleppende Dramaturgie zu Beginn des Spiels. In Summe wertete das Magazin, Memento Mori 2 sei „grafisch sicherlich das derzeit aufwendigste Adventurespiel abseits von Heavy Rain“. Das Schweizer Magazin GBase hob „spannende und sehr abwechslungsreiche“ Rätsel, ein intuitives und leistungsstarkes Interface, zahlreiche Animationen der Spielwelt sowie den großen Umfang des Spiels positiv hervor und merkte negativ an, dass die Story anfangs nur langsam an Fahrt aufnehme und dass bei einigen Minispielen Langeweile aufkäme. Insgesamt sah das Magazin in Memento Mori 2 ein „rasantes Mystery-Abenteuer“. Das Fachmagazin Adventure Classic Gaming zog Parallelen zum Roman Sakrileg von Dan Brown. Das Magazin testete die englische Version des Spiels, lobte die Vertonung der Rollen der Hauptcharaktere und hob die Qualität der Grafik hervor, die gehobene technische Verfahren wie volumetrische Schattenbildung, Partikel- und Lichtwurfeffekte nutze. Es kritisierte die Sprecher der Nebenrollen, grobe Schnitzer bei der Lokalisierung ins Englische sowie zahlreiche Wendungen und Drehungen bei der Entwicklung der Spielgeschichte, die es schwierig machten, dem Spiel zu folgen und am Ende zu verstehen, was alles passiert sei. Das US-Magazin GameSpot kritisierte einfallslose Puzzles, hölzerne Animationen und technische Unzulänglichkeiten bei der Lokalisierung. Das englischsprachige Fachmagazin Adventure Gamers stellte heraus, dass die Story des Spiels Potenzial und immer wieder gute Wendungen böte, aber immer wieder auch essenzielle Fragen des Spielers offen lasse. Es kritisierte, dass unterschiedliche Entscheidungen während des Spielverlaufs sich nur marginal auf das Finale des Spiels auswirkten.